# CMSimple
CMSimple ist ein freies Content-Management-System auf der Basis von PHP, das ohne Datenbank-Unterstützung auskommt.

## Beschreibung
CMSimple benötigt ab Version 5.6 einen Webserver mit PHP-Unterstützung. Eine Datenbank ist nicht erforderlich. Alle Daten werden in einem einfachen Dateisystem gespeichert und ab Version 5.0 anhand der Überschriften mit speziellen CSS-Klassen zu einzelnen Seiten in einer maximalen Strukturtiefe von 6 Ebenen verarbeitet. Aufgrund dieses Konzeptes eignet sich CMSimple für kleine und mittlere Websites. Es verfügt nicht über eine Benutzerverwaltung, es können jedoch von Gastautoren gepflegte Seiten eingebunden werden. CMSimple benötigt eine sehr kurze Einarbeitungszeit.

## Geschichte
CMSimple wurde von dem Dänen Peter Harteg entwickelt und 2003 veröffentlicht. Das Konzept des Entwicklers war es, nach dem Motto „simple – smart – small“ ein System ohne lange Einarbeitungszeit zu schaffen.
2009 wurde das Ende der Entwicklung von CMSimple angekündigt, am 31. Dezember 2009 lizenzierte Harteg die Software ohne Einschränkungen unter GPL3. Letzte kleine Änderungen wurden 2012 in die Version 3.4 eingepflegt.

### Ableger
Nach der Ankündigung Peter Hartegs, CMSimple nicht mehr weiterentwickeln zu wollen, wurde das CMS 2009 von einem Entwicklerteam geforkt. Dieser CMSimple-Ableger wird unter dem Namen CMSimple_XH veröffentlicht und ist ebenfalls unter der GPLv3 lizenziert.

### Verkauf und Neuanfang
Anfang November 2012 hat Harteg das Projekt CMSimple an den Deutschen Gert Ebersbach verkauft. Seitdem wird CMSimple kontinuierlich weiterentwickelt und mit weiteren Funktionen ausgestattet, vor allem im Backend und im Administrationsbereich. 2024 hat Gert Ebersbach mit CMSimple Basic ein vereinfachtes CMSimple, das als modernisierte Wiederbelebung des ursprünglichen CMSimple von Peter Harteg konzipiert ist, als Download von unter 100 kByte veröffentlicht. Es basiert auf CMSimple 3.4 von 2012.